# Xiajin
Xiajin léase Siá-Chín (en chino:夏津县, pinyin: Xiàjīn xiàn) es un condado bajo la administración directa de la ciudad-prefectura de Dezhou. Se ubica al norte de la provincia de Shandong, este de la República Popular China. Su área es de 882 km² y su población total para 2010 fue +500 mil habitantes. 

## Administración
El condado de Xiajin se divide en 12 pueblos que se administran en 8 poblados y 4 villas.